# Hamadryas mandragora
Hamadryas mandragora är en fjärilsart som beskrevs av Hans Fruhstorfer. Hamadryas mandragora ingår i släktet Hamadryas och familjen praktfjärilar. Inga underarter finns listade i Catalogue of Life.